# روبوتات سلوكية
الروبوتات القائمة على السلوك أو الروبوتات السلوكية هي أحد فروع الروبوتات التي تشتمل على الذكاء الاصطناعي القائم على النموذجية والسلوك (الذكاء الاصطناعي القائم على السلوك).

## كيفية عمل الروبوتات السلوكية
تعد معظم النظم القائمة على السلوك تفاعلية أيضًا، مما يعني أنها تستخدم الحالة المتغيرة الداخلية المنخفضة نسبيًا لنمذجة البيئة. على سبيل المثال، لا توجد برمجة في الروبوت توضح الشكل الذي يبدو عليه الكرسي أو توضح نوع السطح الذي يتحرك عليه - بل يتم اكتشاف جميع هذه المعلومات من خلال إدخال أجهزة استشعار الروبوت. يستخدم الروبوت هذه المعلومات للتفاعل مع التغيرات في بيئته.
عادة ما تُظهر الروبوتات القائمة على السلوك تحركات أكثر حيوية من نظائرها من الروبوتات كثيفة الاستخدام لـلحوسبة التي تكون مدروسة ومتعمدة في أفعالها. كثيرًا ما تقع الروبوتات القائمة على السلوك في أخطاء وتكرر إجراءات وتظهر مرتبكة، ولكن يمكنها أيضًا إظهار جودة تماسك المجسم. وتعد المقارنة بين الروبوتات القائمة على السلوك والحشرات أمرًا متكررًا بسبب هذه الإجراءات. وفي بعض الأحيان تعد الروبوتات القائمة على السلوك أمثلة على الذكاء الاصطناعي الضعيف، ومع ذلك ادعى البعض أنها نماذج لجميع أنواع الذكاء (بروكس 1991).

## نُبذة تاريخية
تدين مدرسة الروبوتات القائمة على السلوك بالكثير للعمل الذي شرع في ثمانينيات القرن الماضي في معهد ماساتشوستس للتقنية عن طريق البروفيسور رودني بروكس، الذي استطاع مع الطلاب والزملاء بناء سلسلة من الروبوتات ذات العجلات والأرجل مستخدمًا الهندسة المعمارية للروبوتات التفاعلية. وغالبًا ما كانت تصدر أبحاث بروكس تحت عناوين طريفة مثل التخطيط هو مجرد وسيلة لتجنب معرفة ما يجب القيام به بعد ذلك وصفات المجسم الخاص بالروبوت التابع له، والتكلفة المنخفضة نسبيًا لتطوير هذه الروبوتات وانتشار نهج الروبوتات القائمة على السلوك.
يرتكز عمل بروكس - سواءً عن طريق الصدفة أو العمد - على اثنين من المعالم السابقة في نهج الروبوتات القائمة على السلوك. في خمسينيات القرن الماضي، قام ويليام غراي والتر (William Grey Walter)، عالم إنجليزي وصاحب خلفية علمية في الأبحاث العصبية، بتركيب زوجين من الروبوتات القائمة على الصمام المفرغ تم عرضهم في المهرجان البريطاني عام 1951، تحتوي هذه الروبوتات على نظم تحكم قائمة على السلوك بسيطة ولكنها فعالة.
المعلم الثاني هو كتاب فالنتينو بريتينبيرج لعام 1984، مركبات - تجارب في علم النفس الاصطناعي (مطبعة إم أي تي). ويصف هذا الكتاب سلسلة من التجارب الفكرية التي توضح كيف يتسبب جهاز استشعار سلكي وتوصيلات موتور ببساطة في ظهور بعض السلوكيات المعقدة مثل الخوف والحب.
كان آخر عمل في الروبوتات القائمة على السلوك من مجتمع الروبوتات البيولوجية والإلكترونية والجمالية والميكانيكية، واعتمدت هذه الروبوتات على عمل مارك تيلدين (Mark Tilden). واستوحى تيلدين هذا العمل عن طريق انخفاض القوة الحسابية اللازمة لآليات المشي في تجارب بروكس (التي تستخدم متحكم دقيق لكل رجل)، وانخفاض المتطلبات الحسابية لشرائح المنطق أيضًا والإلكترونيات القائمة على المقحل وتصميم الدائرة التناظرية.
هناك اتجاه مختلف للتطوير يشتمل على امتدادات الروبوتات القائمة على السلوك لفرق الروبوتات المتعددة. يقع التركيز في هذا العمل
على تطوير الآليات العامة البسيطة التي تتسبب في السلوك الجماعي المُنسق، إما بصورة ضمنية أو صريحة.

## وصلات خارجية
- Behavior based robotics, Idaho National Laboratory
- Behaviour Based Robotics & Deliberative Robotics نسخة محفوظة 12 يونيو 2010 على موقع واي باك مشين., Tamie Salters Homepage
- Skilligent Robot Learning and Behavior Coordination System (commercial product)
- TAO (Think As One)-- Behavior Based Architecture for multi (and single) robots (commercial product)
- Behavior for BEAM robots (on the BEAM Wiki) نسخة محفوظة 14 أبريل 2013 at Archive.is